# Willem Witteveen (Politiker)

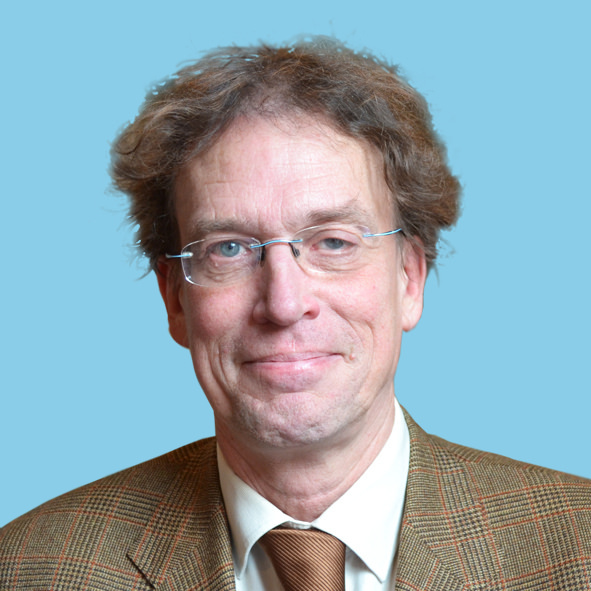
Willem Witteveen (2014)

Willem Johannes Witteveen (* 5. Mai 1952 in Rotterdam, Niederlande; † 17. Juli 2014 bei Hrabowe, Oblast Donezk, Ukraine) war ein niederländischer Jurist und Politiker und zum Zeitpunkt seines Todes ein Abgeordneter der Ersten Kammer der Generalstaaten. Er gehörte der Partij van de Arbeid an.
Witteveen studierte Rechtswissenschaften an der Rijksuniversiteit Leiden. Von 1979 bis 1989 lehrte er als wissenschaftlicher Mitarbeiter an dieser Universität Staatsrecht. Am 1. Juni 1988 promovierte er. Seit 1990 war Witteveen Professor für Rechtswissenschaften an der Universiteit van Tilburg.
Für die Partij van de Arbeid war Witteveen als Herausgeber und Teil der Redaktion der Zeitschrift Socialisme & Democratie tätig. 1999 wurde er in die Erste Kammer der Generalstaaten gewählt und gehörte ihr bis 2007 sowie von Januar 2013 bis zu seinem Tod an. Im Senat befasste er sich vor allem mit Rechtsangelegenheiten und Angelegenheiten des Inneren und war zeitweise Vorsitzender des Innenausschusses.
Witteveen, seine Frau und seine Tochter wurden beim Abschuss einer Boeing 777 auf Malaysia-Airlines-Flug 17 über der Ostukraine getötet. Witteveen hinterließ einen Sohn.
Witteveens Vater war der ehemalige Finanzminister Johan Witteveen und sein Urgroßvater war der Amsterdamer Stadtrat Floor Wibaut (SDAP).